# Felix Beran
Felix Beran (* 17. April 1868 in Wien; † 12. August 1937 in Zürich) war ein österreichisch-schweizerischer Techniker, Dichter, Schriftsteller und Übersetzer.

## Leben
Nach seiner Ausbildung zum Maschinenbauer arbeitete Beran in Deutschland, Nordamerika, Mexiko und Rio de Janeiro. Von kurzen Unterbrechungen abgesehen war seit Ende 1895 Zürich Berans Lebensmittelpunkt, wo er zuerst Direktor der Glasglühlichtgesellschaft und später Direktor und Verwaltungsrat der Electro-Lux AG war.
In Zürich lernte er während des Ersten Weltkriegs auch James Joyce kennen, der Berans unveröffentlichtes Gedicht Des Weibes Klage unter dem Titel Lament for the Yeomen ins Englische übersetzt hat. Umgekehrt hat Beran, der als Schriftsteller und Übersetzer tätig war, einige von Joyce’ Gedichten ins Deutsche übertragen, mit Joyce korrespondiert und einige Zeitungsartikel über Joyce verfasst. Um 1930 hatte Joyce Daniel Brody, den Direktor des Rhein-Verlages, gebeten, Beran mit der Übersetzung des Gedichtbandes Pomes Penyeach ins Deutsche zu beauftragen.
Im Jahr 1927 erhielt Beran die Schweizer Staatsbürgerschaft und war seit dem 29. April 1927 Bürger von Zürich.

## Joyceana
- Felix Beran: James Joyce in Zürich. In: Tages-Anzeiger für Stadt und Kanton Zürich. 21. Juni 1930.
- Felix Beran: James Joyce. In: Tages-Anzeiger für Stadt und Kanton Zürich. 22. November 1930.
- Felix Beran: Begegnung mit James Joyce. Ein Dichter, der am Erblinden war. In: Neues Wiener Tagblatt. 12. April 1931. S. 28.
- „Allein“. James Joyces „Alone“ übersetzt von Felix Beran. In: Tages-Anzeiger für Stadt und Kanton Zürich (1932).
- „Bahnhofstraße“. James Joyces „Bahnhofstraße“ übersetzt von Felix Beran. In: Tages-Anzeiger für Stadt und Kanton Zürich (1932).
- „Mitternächtliche Erinnerung an die Komödianten vor einem Spiegel“. James Joyces „A Memory of the Players in a Mirror at Midnight“ übersetzt von Felix Beran. In: Die Literarische Welt, 8 (36/37) (1932), 5.